# Grammia alpivolans
Grammia alpivolans là một loài bướm đêm thuộc phân họ Arctiinae, họ Erebidae.